# Johannes Grissmann
Johannes Grissmann (* 14. Februar 1983) ist ein ehemaliger österreichischer Fußballspieler.

## Karriere
Grissmann begann seine Karriere beim SV Lochau. Zur Saison 2000/01 wechselte er zum Bundesligisten Schwarz-Weiß Bregenz. In seiner ersten Spielzeit kam er noch nicht für die Profis zum Zug. Im Dezember 2001 debütierte er dann gegen die SV Ried in der Bundesliga. In der Saison 2001/02 kam er zu zwei Einsätzen in der höchsten österreichischen Spielklasse. In der Saison 2002/03 blieb er wieder einsatzlos.
Zur Saison 2003/04 wechselte Grissmann nach Deutschland zum Regionalligisten FC Sachsen Leipzig. Für Sachsen kam er jedoch nie zum Einsatz. Im Januar 2004 wechselte er zu den viertklassigen Amateuren der Arminia Bielefeld. Für Bielefeld II absolvierte er sieben Partien in der Oberliga Westfalen. Mit Bielefeld wurde er zu Saisonende Meister und stieg in die Regionalliga auf.
Zur Saison 2004/05 wechselte er in die Schweiz zum unterklassigen FC Widnau. Zur Saison 2006/07 schloss er sich dem SV Höngg an. Zur Saison 2007/08 kehrte er nach Lochau zurück, wo er einst seine Karriere begonnen hatte. Für Lochau kam er zu 17 Einsätzen in der fünftklassigen Landesliga. Zur Saison 2008/09 wechselte er ein zweites Mal zum SV Höngg. Für den Schweizer Drittligisten spielte er diesmal sechsmal in der 1. Liga. Zur Saison 2009/10 wechselte der Abwehrspieler wieder zurück nach Österreich, diesmal zum viertklassigen FC Mäder. Für Mäder spielte er 24 Mal in der Vorarlbergliga.
Zur Saison 2010/11 wechselte er zum siebtklassigen FC Nüziders. Mit Nüziders stieg er zu Saisonende in die sechstklassige 1. Landesklasse auf. In zwei Jahren kam er zu 48 Einsätzen, in denen er 13 Tore erzielte. Zur Saison 2012/13 kehrte er wieder nach Lochau zurück. Dort absolvierte er 38 Partien in der Landesliga, ehe er nach seinem letzten Einsatz im September 2014 seine Karriere beendete.